# Якоба Баденская
Якоба Баденская (нем. Jakobe von Baden; 16 января 1558 — 3 сентября 1597, Дюссельдорф) — дочь маркграфа Филиберта Баден-Баденского и Мехтильды Баварской, в замужестве герцогиня Юлихская.

## Биография
Якоба рано осиротела и воспитывалась вместе с братом Филиппом при дворе своего дяди Альбрехта V, герцога Баварии.
В 1585 году вышла замуж за юлихского герцога Иоганна Вильгельма.
Во время безумия мужа Якоба превратила юлихский двор в арену дикого распутства. Земские чины принесли на неё жалобу императору, но прежде чем процесс закончился, Якоба была найдена в постели задушенной. Её жизнь послужила сюжетом для драмы Куглера: «Якобея» («Jakobäa», Штутг., 1850).